# Schapelle Corby
Schapelle Leigh Corby (ur. 10 lipca 1977) – Australijka skazana w Indonezji w 2005 za przemyt narkotyków na 20 lat więzienia. Po dziewięciu latach została warunkowo zwolniona z aresztu.
27 maja 2005 Denpasar Sąd Rejonowy uznał ją winną przywozu 4,2 kg konopi indyjskich do Bali, za co została skazana na 20 lat więzienia. W postępowaniu odwoławczym jej zdanie i opinia na temat podrzucenia jej marihuany została ostatecznie potwierdzona przez Sąd Najwyższy Indonezji. Brak dalszych postępowań prawnych ze strony prawników Corby spowodowało uznanie ją za winną. Choć prokurator oczekiwał kary dożywotniego pozbawienia wolności, sąd wymierzył jej karę pozbawienia wolności w wysokości 20 lat. Corby mogła zwrócić się do prezydenta Indonezji z prośbą o ułaskawienie, ale warunkiem koniecznym było jej przyznanie się do winy. Oskarżona od początku aresztowania utrzymywała, że narkotyki zostały jej podrzucone do pokrowca na deskę surfingową. Utrzymuje, że w ogóle o nich nie wiedziała. Podczas procesu nie odbyło się żadne dochodzenie, a przedstawienie wszystkich dowodów przemawiających na jej korzyść – m.in.: przegląd zapisu kamer CCTV na lotnisku, porównanie wagi bagażu przed rozpoczęciem i po zakończeniu podróży, zdjęcie i analiza odcisków palców z paczki z marihuaną – uznano za niemożliwe.
W listopadzie 2006 wydała książkę autobiograficzną pt. My Story, która sprzedała się w nakładzie ponad 100 tys. egzemplarzy. W 2008 premierę miała jej kolejna autobiografia pt. No More Tomorrows, która w 2010 ukazała się na polskim rynku jako Jeśli doczekam jutra.
Na początku 2010 złożyła wniosek o ułaskawienie przez prezydenta Indonezji, tłumacząc, że cierpi na depresję, która mogłaby zagrozić jej życiu. Proces Corby był szeroko opisywany przez światowe media, a kolejne procesy urastały do miana wydarzenia medialnego – więcej na nich było dziennikarzy niż świadków i osób bezpośrednio związanych z procesem. W 2014 opuściła areszt.
Wiosną 2021 wzięła udział w 18. australijskiej edycji programu Dancing with the Stars.